# Lena Nymanová
Anna Lena Elisabet Nymanová, nepřechýleně Anna Lena Elisabet Nyman (23. května 1944 Stockholm – 4. února 2011 Stockholm) byla švédská filmová a divadelní herečka, která získala nejvýznamnější švédské filmové ocenění Zlatohlávek  za dvojici filmů z let 1967/1968 a za svůj celoživotní přínos filmu a kultuře byla vyznamenána švédskou královskou medaili Litteris et Artibus.

## Život a dílo

### Dětství a první role
Anna Lena Elisabet Nymanová se narodila ve farnosti Sankt Görans v centru Stockholmu. Vyrůstala v Kungsholmen (stockholmská čtvrť na ostrově jezera Mälaren). S herectvím začala již v raném věku, od šesti letech navštěvovala divadelní školu a hrála ve Stockholmském dětském divadle. Rok také navštěvovala baletní školu Opery. První filmové role získala již v necelých jedenácti letech, v roce 1955 hrála hned ve dvou filmech: jeden byl podle předlohy Astrid Lindgrenové.

### Televize a divadlo
Koncem 50. let působila v televizi jako moderátorka v kvízovém pořadu Kvitt eller dubbelt. Od roku 1960 účinkovala v Královském dramatickém divadle  (Kungliga Dramatiska Teatern, hovorově Dramaten), které je švédským národním divadlem. O čtyři roky později byla přijata na nově založenou akademickou divadelní školu Scenskolan ve Stockholmu, kde v letech 1964–1967 studovala herectví.

### Filmy„Jsem zvědavá ...“
Zároveň natáčela další filmy. V roce 1963 to byl film režiséra Arne Mattssona, pozornost získala rolí v kontroverzním filmu Vilgota Sjömana z roku 1964, jehož jméno tvořila jen číslovka „491“. Ještě větší slávu jí přinesly další dva filmy režiséra Vilgota Sjömana (který byl také autorem obou scénářů), nazvané Jsem zvědavá žlutě (1967) a Jsem zvědavá modře (1968). Názvy obou filmů jsou narážkou na švédské národní barvy, které se rovněž vyskytují na švédské vlajce.
První z dvojice filmů je v jádru filmový experiment a současně „film ve filmu“. Mladá herečka Lena se vydává do Stockholmu, aby zde v anketních rozhovorech zkoumala sociální, politická, ale i sexuální témata. Lena je zároveň herečkou, která natáčí film. Záhy není jasné co sledujeme, vzniká unikátní mix reality a fikce. Snímek také čerpá inspiraci v podobných dílech francouzské nové vlny, ať už použitím filmové ankety či zkoumáním různých témat.
Ve druhém filmu se herečka Lena zabývá tématy ženské (ne)svobody, náboženstvím a pokusy o vězeňskou reformu. Opět je použita filmová koláž anketních rozhovorů, inscenovaných výjevů, fotografií a filmových týdeníků. Oba filmy tvoří jeden celek a vyvolaly obrovskou diskusi nejen pro svou názorovou otevřenost, ale (zejména v zahraničí) také pro explicitní nahé scény.
V prvním filmu (Jsem zvědavá žlutě) vystupuje také tehdy mladý švédský sociálně demokratický politik Olof Palme, který hraje sám sebe (viz jejich společná fotografie v infoboxu), dále se zde v reportážích krátce objevují mimo jiné Martin Luther King nebo Jevgenij Jevtušenko. Společně za tyto dva filmy získala Lena Nymanová v říjnu 1968 Zlatohlávka v kategorii nejlepší herečka na 5. ročníku udílení těchto filmových cen (tehdy se Zlatohlávek ještě udílel na podzim za filmy z druhé poloviny předchozího roku a první poloviny aktuálního kalendářního roku).

### Filmy ze 70. let
V 70. let hrála v několika filmech (a také na divadle), na kterých se scenáristicky anebo režijně podíleli Tage Danielsson a Hans Alfredson. Lena Nymanová sice za tyto filmy ocenění nezískala, ale komedie Pusťte vězně ven, jaro je tady! z roku 1975 získala dva Zlatohlávky. Další komedie a parodie Picassova dobrodružství z roku 1978 jednoho Zlatohlávka, kromě toho ještě Cenu norské kritiky na mezinárodním filmovém festivalu v Haugesundu. Druhý film bývá přirovnáván k některým dílům britské komediální skupiny Monty Python.
Kromě toho v roce 1975 hrála ve filmu Bílá stěna, scénář a režie Stig Björkman. Na konci 70. let pak hrála v několika dalších filmech, které se v Československu nepromítaly. Nejvýznamnější film této dekády i jeden z nejdůležitějších v celé její kariéře však je Podzimní sonáta Ingmara Bergmana, byť sama Lena Nymanová za něj žádné ocenění nezískala.

### Podzimní sonátaIngmara Bergmana
Ve filmu Podzimní sonáta (švédsky Höstsonaten) z roku 1978, který byl natočen v koprodukci Švédska, SRN a Francie, byl Ingmar Bergman režisérem i autorem scénáře. Ústřední trojici ženských postav vytvořily Ingrid Bergmanová (jde jen o shodu příjmení, nebyli příbuzní), Liv Ullmannová a Lena Nymanová. Zatímco Liv Ullmannová hrála v řadě jeho filmů, pro Ingrid Bergmanovou i Lenu Nymanovou to bylo první setkání s tímto režisérem. 
Vedoucí produkce Katinka Faragóová pro tento film poprvé získala také filmovou střihačku Sylvii Ingemarssonovou, která poté s Bergmanem spolupracovala dlouhá léta a včetně TV filmů se podílela na celkem 14 jeho produkcích. Film byl úspěšný jak ve Švédsku, tak především v zahraničí, získal Zlatý glóbus v kategorii nejlepší cizojazyčný film a Ingrid Bergmanová cenu New York Film Critics Circle Awards. Kromě toho film byl dvakrát nominován na Oscara, jednou na Césara a měl další nominaci na Zlatý glóbus a několik jiných nominací.

### Pozdější kariéra
V dalších letech opět hrála v několika filmech, na kterých se podíleli Tage Danielsson a Hans Alfredson, např. komedie SOPOR: Marné hnutí odporu švédských občanů (1981) nebo drama Slabomyslný vrah (1982) či rodinný film Ronja, dcera loupežníka z roku 1984 (knižní předloha a scénář Astrid Lindgrenová). Za jeden z posledních filmů, romantickou komedii Jak upravit pudla z roku 2006 (režie Anette Winbladová), byla Lena Nymanová nominována na Zlatohlávka v kategorii nejlepší herečka ve vedlejší roli, ale cenu nezískala.
Mezitím v roce 2004 byla za svůj celoživotní přínos filmu a kultuře vyznamenána švédskou královskou medaili Litteris et Artibus  a v roce 2006 získala ocenění pro divadelní herečky, tzv. O'Neill-stipendiet. Lena Nymanová zemřela 4. února 2011 ve věku 66 let po dlouhém boji s několika vážnými nemocemi, včetně alkoholismu, rakoviny slinivky, chronické obstrukční plicní nemoci a Guillainův–Barrého syndromu.

## Filmografie (výběr)
Lena Nymanová hrála ve zhruba 40 filmech, z nichž necelá polovina se promítala v Československu nebo České republice, případně vysílala v televizi. Hrála také v několika televizních seriálech a byly o ní natočeny dva dokumentární filmy, z toho druhý dokument je celovečerní. Vytvořila též řadu divadelních rolí (především v v Královském dramatickém divadle a později v inscenacích dvojice Tage Danielsson a Hans Alfredson), které zde nejsou uvedeny.

### Hrané filmy
- 1955: Farligt löfte, Švédsko, režie Håkan Bergström: první film ve kterém Lena Nymanová v necelých jedenácti letech hrála.
- 1955: Luffaren och Rasmus (Tulák a Rasmus), rodinný, Švédsko: knižní předloha Astrid Lindgrenová, scénář Astrid Lindgrenová a Rolf Husberg, režie Rolf Husberg.
- 1964: „491“, drama, Švédsko, knižní předloha a scénář Lars Görling, režie Vilgot Sjöman.
- 1967: Jsem zvědavá žlutě + 1968: Jsem zvědavá modře, drama, erotický, Švédsko, scénář a režie Vilgot Sjöman. Společně za tyto dva filmy získala Lena Nymanová v říjnu 1968 Zlatohlávka v kategorii nejlepší herečka.
- 1969: Otec, drama podle divadelní hry Augusta Strindberga, scénář a režie Alf Sjöberg.
- 1975: Bílá stěna, drama, Švédsko, scénář a režie Stig Björkman.
- 1975: Pusťte vězně ven, jaro je tady!, rodinná komedie, Švédsko, scénář a režie Tage Danielsson: film získal dva Zlatohlávky (ale nikoli Lena Nymanová).
- 1978: Picassova dobrodružství, komedie a parodie, Švédsko, scénář Hans Alfredson a Tage Danielsson, režie Tage Danielsson: film získal Zlatohlávka v kategorii nejlepší film, dále Cenu norské kritiky na mezinárodním filmovém festivalu v Haugesundu.
- 1978: Podzimní sonáta, drama, koprodukce Švédsko, SRN a Francie, kameraman Sven Nykvist, scénář a režie Ingmar Bergman. Film získal řadu filmových ocenění a nominací, viz výše.
- 1981: SOPOR: Marné hnutí odporu švédských občanů, komedie, Švédsko, scénář a režie Tage Danielsson.
- 1981: Rasmus na cestách, rodinný, Švédsko, scénář Astrid Lindgrenová, režie Olle Hellbom.
- 1982: Slabomyslný vrah (nebo též Prostoduchý vrah), drama, Švédsko, knižní předloha, scénář a režie Hans Alfredson.
- 1984: Ronja, dcera loupežníka, knižní předloha a scénář Astrid Lindgrenová, režie Tage Danielsson: Stříbrný medvěd na Berlinale v kategorii Cena za mimořádný umělecký výkon a nominace na Zlatého medvěda za nejlepší film.[14]
- 1986: Hrášek a vousy, komedie, Švédsko, scénář Rolf Börjlind a Gösta Ekman, režie Gösta Ekman.
- 1993: Domov snů, komedie, Švédsko, scénář Bengt Palmers a Peter Dalle, režie Peter Dalle.
- 2003: Iluze – film o vlaku, Švédsko, scénář a režie Peter Dalle.
- 2006: Jak upravit pudla, romantická komedie, koprodukce Norsko a Švédsko, režie Anette Winbladová: Lena Nymanová byla nominována na Zlatohlávka v kategorii nejlepší herečka ve vedlejší roli.

### Seriály
- 1986: Rasmus na cestách, rodinný, Švédsko, scénář Astrid Lindgrenová, režie Olle Hellbom: seriálové verze stejnojmenného filmu.
- Několik dalších seriálů vysílaných ve švédské televizi.

### Dokumentární filmy
- 1995: I am Curious (54 minut) koprodukce Dánsko, Finsko, Island, Norsko a Švédsko, scénář a režie Stig Björkman: název dokumentu je narážka na anglické názvy filmů Jsem zvědavá žlutě a  Jsem zvědavá modře z let 1967 a 1968.
- 2021: Lena (švédsky Lena Nyman – Den intelligenta kroppen, 107 minut), Švédsko, scénář a režie Isabell Anderssonová, dokumentární film natočený až po smrti herečky byl v roce 2021 nominován na Zlatohlávka v kategorii nejlepší dokument.